# Маријахилф
Маријахилф је шести округ града Беча.